# It Snows in Hell
Az It Snows in Hell a finn Lordi nevű metálegyüttes egyik dala. Egyike a csapat azon dalainak, melyekkel a legtöbb sikert érték le pályafutásuk alatt. A dal a 2006-os The Arockalypse nevű albumon található meg, valamint kislemez formájában, de videóklip is készült hozzá.

## Közreműködött
- Mr. Lordi: ének
- Amen: gitár
- Ox: basszusgitár
- Awa: billentyű
- Kita: dob
- Bruce Kulick: gitárszóló

## A kislemez tartalma
1. It Snows In Hell
2. Evilove

## Külső hivatkozások
- http://www.lordi.fi Archiválva 2011. február 25-i dátummal a Wayback Machine-ben
- https://web.archive.org/web/20081108025643/http://www.monsterdiscohell.com/
- https://web.archive.org/web/20160305182553/http://lordishow.mindenkilapja.hu/